# Jurij Pšeničnikov
Jurij Pavlovič Pšeničnikov (in russo Юрий Павлович Пшеничников?; Tashkent, 2 giugno 1940 – Mosca, 20 dicembre 2019) è stato un allenatore di calcio e calciatore sovietico, dal 1991 uzbeko, di ruolo portiere.

## Carriera
Chiamato Jurij dalla madre in ricordo del padre caduto nella "Grande Guerra Patriottica", viene posto tra i pali dal suo primo allenatore nel vivaio del Trudovye Rezervy, squadra con cui debutterà nella serie cadetta nel 1958. Dal 1960 si trasferisce al Pakhtakor di Tashkent, all'epoca prima squadra della città uzbeka, dove per un biennio lo allena Michail Jakušin che lo chiama in nazionale nella sua ricerca dell'erede di Jašin. Debutta nel settembre 1966 a Belgrado ed è titolare nella fase finale del Campionato Europeo del 1968 in Italia. Nel frattempo si è trasferito a Mosca per rinforzare la squadra dell'esercito del CSKA che lo promuove al grado di tenente e gli procura un appartamento con due stanze da letto.

## Palmarès

### Giocatore

#### Competizioni nazionali
- Campionato sovietico: 1

CSKA Mosca: 1970
- Pervaja Liga: 1

Paxtakor: 1972